# Leningradka Sankt Petersburg
Leningradka Sankt Petersburg (russisch «Ленингра́дка») ist ein russischer Frauen-Volleyballclub aus Sankt Petersburg, der 1935 als DSO Spartak Leningrad gegründet wurde und an der höchsten Volleyball-Spielklasse Russlands, der Volleyball-Superliga, teilnimmt.

## Geschichte
Der Club wurde 1935 als DSO Spartak Leningrad gegründet. Ab 1939 nahm er an der nationalen Meisterschaft teil. Mit dem zweiten Platz in der Meisterschaft 1948 konnte der erste große Erfolg des Vereins erreicht werden, weiter Vizemeistertitel folgten 1950, 1961 und 1980. Die größten Erfolge der Vereinsgeschichte stellen die UdSSR-Pokalsiege von 1976 und 1977 sowie das Erreichen des Finales des Challenge Cup 2008/09 dar.
1977 wurde der Name in TTU Leningrad (Tram- und Trolleybus Verwaltung) geändert, bevor im Rahmen der Umbenennung von Leningrad der Club den Namen TTU Sankt Petersburg erhielt. In der sowjetischen Meisterschaft absolvierte Leningradka insgesamt 43 Spielzeiten. In der Saison 1980/81 belegte TTU den zweiten Platz im Europapokal der Pokalsieger.
An der russischen Frauen-Meisterschaft nimmt der Club seit 1992 teil. Das beste Ergebnis in der russischen Meisterschaft sind die fünften Plätze von 1993 und 2008. Seit 2003 spielt der Club unter dem Namen Leningradka Sankt Petersburg unter dem Dach des SK Kapitan Sankt Petersburg. 2003 stieg die Frauenmannschaft in die zweite Spielklasse ab, schaffte aber 2006 mit dem Meistertitel in der Wysschaja Liga den Wiederaufstieg in die Superleague.
Viele Spielerinnen des Vereins nahmen mit der sowjetischen und russischen Volleyballnationalmannschaft an internationalen Wettbewerben teil, darunter die Olympischen Spiele, Welt- und Europameisterschaften. Zu den bekanntesten Spielerinnen gehören:
- Galina Alexandrowna Leontjewa, Olympiasiegerin 1968 und 1972, Welt- und Europameisterin
- Ludmilla Wassiljewna Borosna und Tatjana Gonoboblewa, Olympiasiegerinnen 1972
- Alissa Wladimirowna Krascheninnikowa, zweifache Weltmeisterin

- Ana Ibis Fernández
- Ingrid Visser †
- Erna Brinkman
- Jekaterina Kabeschowa
- Natalja Alimowa
- Heike Beier

## Erfolge
- UdSSR-Pokal-Sieger 1976, 1977
- Vize-Europapokalsieger 1981
- Finalist des UdSSR-Pokals 1981 und 1991
- Silbermedaille der UdSSR 1948, 1950, 1961, 1980.
- Bronzemedaillengewinner der UdSSR im Jahre 1945, 1946, 1949, 1951, 1954, 1955, 1957.
- Finalist des russischen Pokals 2004 und 2008
- Bronzemedaille beim Challenge Cup 2008/09